# Wahlenbergia lasiocarpa
Wahlenbergia lasiocarpa är en klockväxtart som beskrevs av Rudolf Schlechter och Wilhelm Georg Baptist Alexander von Brehmer. Wahlenbergia lasiocarpa ingår i släktet Wahlenbergia och familjen klockväxter. Inga underarter finns listade i Catalogue of Life.